# Christoph Funke
Christoph Funke (* 10. Mai 1934 in Chemnitz; † 7. April 2016 in Berlin) war 60 Jahre lang Theaterkritiker, anfangs in der DDR bei der Tageszeitung Der Morgen, nach der Wiedervereinigung bei namhaften deutschsprachigen Tageszeitungen wie der Neuen Zürcher Zeitung oder dem Tagesspiegel.

## Leben und Wirken
Christoph Funke wurde als einer von drei Söhnen eines Wirtschaftsprüfers 1934 in Chemnitz geboren, wo er auch seine Kindheit und Jugend verbrachte und 1952 ein altsprachliches Abitur bestand.
Von 1952 bis 1956 studierte er Germanistik und Literaturwissenschaft an der Karl-Marx-Universität Leipzig bei Hans Mayer. Er legte bei ihm das Staatsexamen ab, doch Mayers Entscheidung, von einem Besuch in der BRD nicht zurückzukehren, verhinderte die Beendigung seiner Dissertation. Anschließend wäre Funke fast Hilfsdramaturg am Theater Chemnitz geworden, eine Offerte der Ost-Berliner Tageszeitung Der Morgen, des Zentralorgans der LDPD, verlockte ihn jedoch, stattdessen nach Berlin zu gehen.
Ab Juli 1956 war er beim Morgen Kulturredakteur und ab 1960 Leiter des Feuilletons. Sein Zuständigkeitsbereich umfasste zunächst Film, Fernsehen, Literatur und Theater. Als Berufseinsteiger zeichnete er seine Beiträge noch mit „–ke“ und „Ch.F.“. Bald machte er sich einen Namen und widmete sich schwerpunktmäßig der Theaterkritik. Er lieferte für das Parteiblatt Rezensionen, Leitartikel, Kommentare, Interviews, Künstlergespräche, Werkstattberichte und Reportagen von Buchmessen und Gastspielreisen. Mit der Aufnahme seiner Tätigkeit 1956 war auch der Eintritt in die LDPD verbunden. Später wurde er in den Zentralvorstand der LDPD gewählt. Er wirkte dort im Sekretariat als Mitglied der Kommission für Ideologie und Kultur.
Zum intimen Kenner der Schauspielszene avanciert, baten auch andere Printmedien wie die in der BRD erscheinende Die deutsche Bühne – Theatermagazin oder die DDR-Filmzeitschrift Film und Fernsehen sowie verschiedene Rundfunkanstalten um Beiträge. Außerdem war er Mitglied des Kuratoriums der Berliner Festtage.
1988 wurde er zum stellvertretenden Chefredakteur des Morgen berufen und blieb dies bis 1991. Das Amt des stellvertretenden Vorsitzenden der Sektion Kulturredakteure im Verband der Journalisten der DDR (VDJ) bekleidete er bis 1966, als der Verband der Theaterschaffenden (VT) gegründet wurde und er die Interessenvertretung der Kritikerzunft ins dortige Präsidium übertrug.

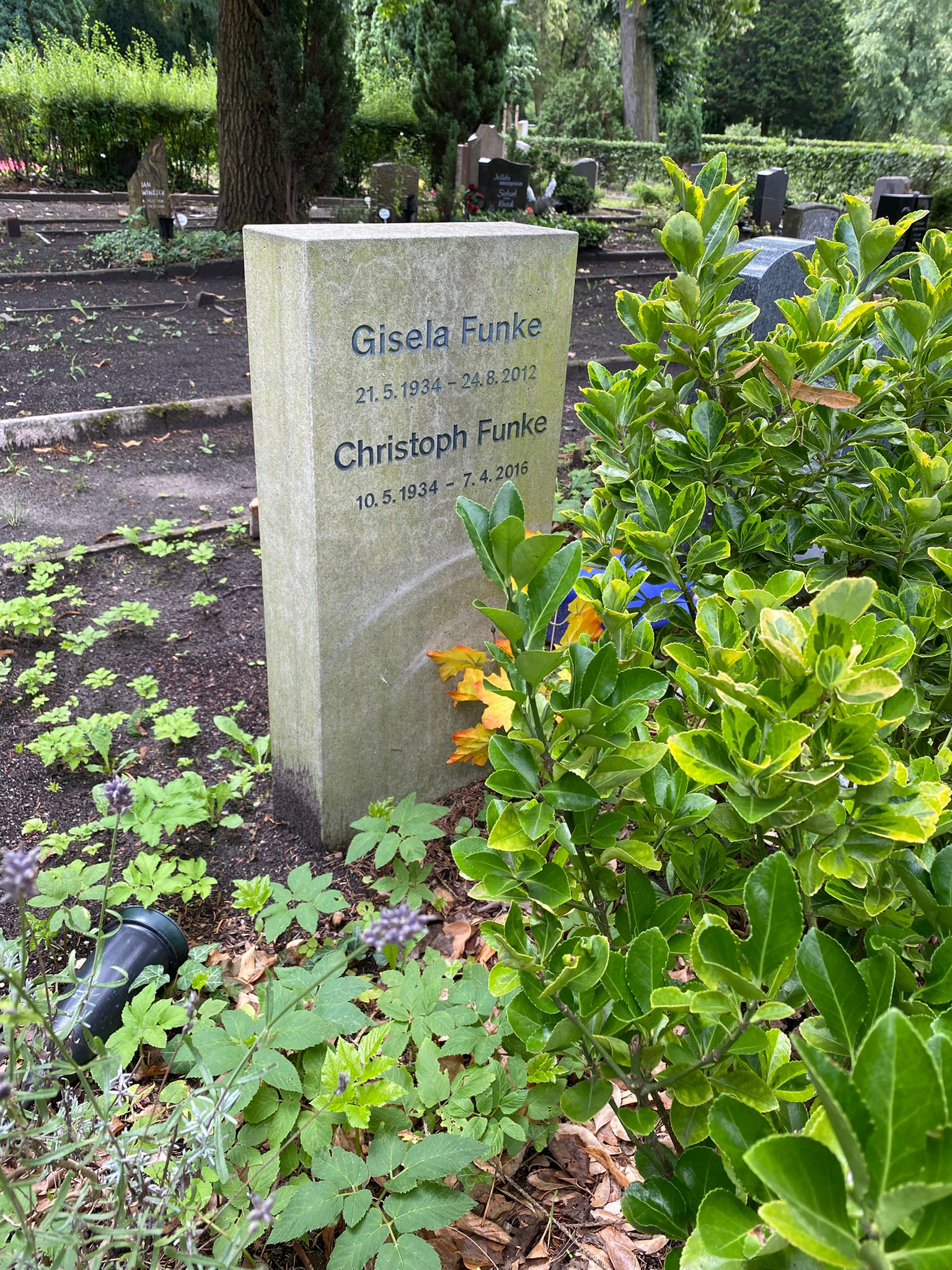
Grabstätte auf dem Friedhof Pankow III

Im wiedervereinten Deutschland arbeitete er ab Juni 1991 als freier Mitarbeiter für den Tagesspiegel, die Neue Zürcher Zeitung, das Neue Deutschland und Theater der Zeit. Von 1993 bis 1995 war er Mitglied der Jury für das Festival „Theatertreffen Berlin“. Des Weiteren hielt er Laudationes bei Akademie-Preisen. Im Juli 1995 entschied er sich, nur noch als freischaffender Publizist tätig zu sein.
Seine in rund 60 Jahren geleistete umfangreiche publizistische Arbeit umfasst Beiträge für Tageszeitungen und Theater-Fachzeitschriften, Buchveröffentlichungen über Regisseure, Schauspieler, Bühnenbildner, Spielstätten, Inszenierungserarbeitungen, eine Sammlung eigener Kritiken und mehrere Herausgaben. Mit Dieter Kranz dokumentierte er 1978 die Theaterstadt Berlin in einer Art Lexikon der Theatereinrichtungen, deren Einträge jeweils mit Grundriss, langer Geschichtsdarstellung, Kontaktdaten bis hin zum Signet akribisch angelegt sind.
Christoph Funke starb 2016 mit 81 Jahren in der Berliner Charité. Er wurde auf dem Friedhof Pankow III beigesetzt. 

## Charakteristik
Über Theater zu schreiben, war für Christoph Funke keine isolierte monothematische Angelegenheit. Vielmehr dachte er die Theaterschaffenden und die Theaterkonsumierenden mit. Er sah „es als seine vordringliche Rezensentenpflicht an, durch dezidierte Beschreibungen Theatererlebnisse weiterzugeben und Neugierde, Verständnis und Lust zum Nacherleben zu wecken.“ Er begriff sich auch als „Anwalt“ für das Theater, nicht als dessen „Oberlehrer“. Für die Schauspieler war er „[…] eher ein kritischer Ermutiger denn ein kritisierend vernichtender Richter“. Im Nachruf des Tagesspiegels hieß es, Funke sei ein „Verbündeter der Theatermacher“ gewesen. – „Ein Verhältnis, das anders war als das der westdeutschen Kritiker, die durchaus Freundschaften mit einzelnen Künstlern pflegten, aber ihre Unabhängigkeit bei gegebenem Anlass auch mal mit Verrissen gegenüber sonst geschätzten Theaterleuten demonstrieren wollten.“

## Politische Haltung
Funke gab an, politisch selten Stellung bezogen zu haben. Nach dem Mauerbau im August 1961 tat er es: Unter der Überschrift „Der Fehler“ kritisierte er den westdeutschen S. Fischer Verlag, der die Auslieferung des Strittmatter-Romans Der Wundertäter gestoppt hatte. Schärfer noch attackierte er den Westberliner Regierenden Bürgermeister Willy Brandt und dessen Umfeld wegen deren Rückzugsbeschluss von den Berliner Festtagen 1961. In seinem „Dreifacher Sieg“ betitelten Kommentar bezeichnete er sie als „kulturfeindliche Militaristen“ und warf ihnen „Störmaßnahmen“ in Form von „Erpressung“ und „nackter Gewalt“ vor. Durch diese Selbstentlarvung würden sie nur den mehrfachen Triumph des „edlen Sozialismus“ aufzeigen. Im Jahr der „Wende“, 1989, interpretierte Funke – vorsichtig verklausuliert – als Einziger seiner Zunft für seine Leserschaft Christoph Heins Bild einer zerfallenden Ritterrunde (Die Ritter der Tafelrunde) als „höfisches Politbüro“. Überhaupt zeigte er in besonderem Maße Verständnis für die zeitgenössische Dramatik und nicht ins sozialistische Klischee passende Autoren und plädierte für deren Berücksichtigung in den Spielplänen.
Als Vorstandsmitglied des Theaterverbandes versuchte er, „die Interessen der Theaterkunst gegenüber der [sic] ganz anders gearteten Interessen der Politiker zu vertreten“.
Im Rückblick beurteilte Funke seinen Glauben an einen „offenen und kritischen Sozialismus“ als naiv. In seiner „Enklave“ namens Theater sei man tatsächlich offener miteinander umgegangen als es die Mehrheit der Bevölkerung vermocht habe.

## Zitate

### Von Funke
„Der Kritiker setzt sich mit einem Ereignis auseinander, das einmalig und mit dem Fallen des Vorhangs für immer vorbei ist. Er muss es ins Leben zurückholen, wenn auch nur ins ‚gedruckte‘ Leben, er hat die Macht über das vorübergegangene Ereignis. Wie er sich dieser Macht bedient, ist allein seine Angelegenheit. Das begründet eine Verantwortung, deren sich der Schreibende immer bewusst sein muss.“

### Über Funke
„Er gehört zu den besten Theaterkritikern, die die DDR hatte. […] [W]as ihn stets besonders lesenswert machte: seine Beschreibungskunst. Von Schauspielern, von Zusammenhängen – in kraftvoll färbender Sprache, die Sinn und Sinnlichkeit glücklich verfugte.“

„Funke hat als ein wichtiger Lehrer gewirkt, er hat Theaterleute gefördert, er hat ihnen die Möglichkeiten gegeben durch Gastspiele vorgestellt und entdeckt zu werden […].“

## Auszeichnungen
- 1959, 1963, 1967, 1969: Medaille für ausgezeichnete Leistungen
- 1962: 2. Preis im „Literarischen Wettbewerb der LDPD zu den Problemen des Mittelstandes“ (für die Kulturredaktion des Morgen)
- 1965: Verdienstmedaille der DDR
- 1969: Ehrennadel der Gesellschaft für Deutsch-Sowjetische Freundschaft in Silber
- 1971: Johannes-R.-Becher-Preis des Verbandes der Deutschen Journalisten
- 1974: Ehrenmedaille der Nationalen Front
- 1983: Lessing-Preis der DDR
- 1984: „Goldene Feder“ des Verbandes der Journalisten der DDR (VDJ)

## Werke

### Buchveröffentlichungen (Auswahl)
- Hans Albers. Henschelverlag Kunst und Gesellschaft, Berlin 1965.
- Der Regisseur Horst Schönemann. Bericht, Analyse, Dokumentation. Ein Beitrag zur Geschichte des Theaters in der DDR (= Reihe Theaterpraxis; Band 5). Henschelverlag Kunst und Gesellschaft, Berlin 1971.
- Der Bühnenbildner Heinrich Kilger (= Reihe Theaterpraxis; Band 7). Eine Veröffentlichung der Akademie der Künste der DDR, Sektion Darstellende Kunst. Henschelverlag Kunst und Gesellschaft, Berlin 1975.
- (mit Dieter Kranz:) Angelica Domröse. Henschelverlag Kunst und Gesellschaft, Berlin 1976.
- (mit Dieter Kranz:) Theaterstadt Berlin. Mit Beiträgen von Hans Braunseis, Rolf Mäser, Wolfgang Tilgner. Henschelverlag Kunst und Gesellschaft, Berlin 1978.
- Schillers „Wallenstein“, Regie Solter, Deutsches Theater. Beschreibung, Text und Kommentar (= dialog). Mit 66 Fotos von Pepita Engel. Eine Veröffentlichung der Akademie der Künste der Deutschen Demokratischen Republik. Henschelverlag Kunst und Gesellschaft, Berlin 1982.
- Marianne Wünscher. Ansichten und Absichten einer Schauspielerin. Buchverlag Der Morgen, Berlin 1987, ISBN 3-371-00090-7.
- Zum Theater Brechts. Kritiken, Berichte, Beschreibungen aus drei Jahrzehnten (= dialog). Henschelverlag Kunst und Gesellschaft, Berlin 1990, ISBN 3-362-00403-2.
- (mit Wolfgang Jansen:) Theater am Schiffbauerdamm. Die Geschichte einer Berliner Bühne. Christoph Links Verlag, Berlin 1992, ISBN 3-86153-047-3.
- Max Reinhardt (= Köpfe des 20. Jahrhunderts; Band 130). Morgenbuch Verlag, Berlin 1996, ISBN 3-371-00405-8.

### Buchbeiträge (Auswahl)
- Kapitel über Filme aus sozialistischen Ländern in: Heinz Baumert, Hermann Herlinghaus (Hrsg.): Jahrbuch des Films 1959. Henschelverlag Kunst und Gesellschaft, Berlin 1960.
- 8 Beiträge in: Renate Seydel (Hrsg.): Schauspieler von Theater, Film und Fernsehen. Henschelverlag Kunst und Gesellschaft, Berlin 1966.
- Über Helmut Baierl. In: Helmut Baierl: Stücke (= Dramatiker der Deutschen Demokratischen Republik). Henschelverlag, Berlin 1969, S. 235–243.
- Gottfried Kohl. Auskunft über Talent und Können und Renate Drucker. Alles Mühen braucht Wissen und Phantasie. In: Kleine Schritte. Grosse Schritte. Porträts. Buchverlag Der Morgen, Berlin 1975, S. 133–155 und 157–174.
- Diskussionsbeitrag (unbetitelt, etwa: Die Macht des Theaters gegenüber den Autoren). In: Verband der Theaterschaffenden der Deutschen Demokratischen Republik (Hrsg.): Material zum Theater 133. 12 Wortmeldungen zum Thema: Theater in den Kämpfen unserer Zeit. Beiträge vom IV. Kongreß des Verbandes der Theaterschaffenden der DDR (2) (= Reihe Theater und Gesellschaft; Heft 25). Berlin 1980, S. 4–9.
- Oben fährt der Große Wagen (Rezension), Haus unterm Regen (Rezension) und Die Freundlichkeit eines Hartschädligen (über Herbert Nachbar). In: Günter Caspar, Sigrid Töpelmann (Hrsg.): Zu Nachbar. Ein Almanach. Aufbau-Verlag, Berlin/Weimar 1982, S. 257–260, 266–268 und 352–355.
- Der allwissende Brecht? – Fragen an die Lebendigkeit eines Klassikers. In: Brecht-Zentrum der DDR (Hrsg.): Brecht 85. Zur Ästhetik Brechts. Fortsetzung eines Gesprächs über Brecht und Marxismus. Dokumentation (= Schriftenreihe des Brecht-Zentrums der DDR; Band 5). Henschelverlag Kunst und Gesellschaft, Berlin 1986, ISBN 3-362-00190-4, S. 16–23.
- Über Theater Schreiben. In: John L. Flodd (Hrsg.): Kurz bevor der Vorhang fiel. Zum Theater in der DDR. Londoner Symposium (= GDR Monitor Special Series; No. 7). Rodopi, Amsterdam/Atlanta, GA 1990, ISBN 90-5183-240-0, S. 25–31.
- Heinrich George – ein Komödiant im Dritten Reich. Versuch einer Deutung. In: Günter Agde: Sachsenhausen bei Berlin. Speziallager Nr. 7. 1945–1950. Kassiber, Dokumente und Studien. Aufbau Taschenbuch Verlag, Berlin 1994, ISBN 3-7466-7003-9, S. 216–229.
- Ermutigung mit dem Schauspiel. In: Das Theater am Schillerplatz Cottbus. Herausgegeben vom Staatstheater Cottbus anläßlich des 90. Jubiläums der Eröffnung des Großen Hauses am Schillerplatz am 1. Oktober 1908. Staatstheater Cottbus, Cottbus 1998, ISBN 3-00-003348-3, S. 75–85.

### Zeitschriftenaufsätze (Auswahl)
- The Activist Legacy of Theater  in the German Democratic Republic. In: David W. Robinson (Hrsg.): Contemporary Theatre Review. An International Journal, Volume 4 Part 2: No Man’s Land: East German Drama After the Wall, OPA (Overseas Publishers Association). Amsterdam 1995, ISBN 3-7186-5786-4, ISSN 1048-6801, S. 7–11.
- Zukunft im Gepäck. Nachdenken über den Bühnenbildner und universellen Künstler Horst Sagert. In: Theater heute, Heft 7/2014, S. 44 f.

### Herausgaben (Auswahl)
- Wolfgang Langhoff. Schauspieler, Regisseur, Intendant (= Reihe Theaterpraxis; Band 3). Berichte, Beschreibungen, Erinnerungen, Verzeichnisse, Bilddokumente. Gesammelt, untersucht und herausgegeben von Christoph Funke und Dieter Kranz. Henschelverlag Kunst und Gesellschaft, Berlin 1969.
- Theater-Bilanz. 1945–1969. Eine Bilddokumentation über die Bühnen der Deutschen Demokratischen Republik. Herausgegeben im Auftrag des Verbandes der Theaterschaffenden der DDR von Christoph Funke, Daniel Hoffmann-Ostwald und Hans-Gerald Otto. Mit einer Einleitung von Manfred Nössig und Hans-Gerald Otto. Henschelverlag Kunst und Gesellschaft, Berlin 1971.
- Theater in der Deutschen Demokratischen Republik. Teil 6: Ausbildung, Wege zur Praxis. Verlag Zeit im Bild, Dresden 1972.